# Бежуашвили, Гела Робертович
Гела Робертович Бежуашвили (груз. გელა რობერტის ძე ბეჟუაშვილი; род. 1 марта 1967, посёлок Манглиси, Грузия) — грузинский политический деятель и министр иностранных дел Грузии 2005—2008 годов.

## Образование
- 1991 — окончил факультет международного права Киевского государственного университета международных отношений.
- 1997 — окончил школу права университета штата Техас США
- 2003 — обучался в школе государственных служащих имени Кеннеди Гарвардского университета США

## Трудовая деятельность
- 1991—1993 — работал в международном правовом управлении министерства иностранных дел Грузии на разных должностях.
- 1997—2000 — директор международного правового департамента министерства иностранных дел Грузии
- 2000—2004 — заместитель министра обороны.
- 10 июня 2004 — был назначен помощником президента по вопросам национальной безопасности и секретарем Совета национальной безопасности Грузии
- Июль 2004 — первый гражданский министр обороны Грузии
- 20 октября 2005 — назначен министром иностранных дел Грузии

## Награды
- Орден Вахтанга Горгасала I степени (2013 год)[1].
- Орден «За заслуги» I степени (Украина, 19 августа 2006 года) — за весомый личный вклад в развитие международного сотрудничества, укрепление авторитета и положительного имиджа Украины в мире, популяризацию её исторических и современных достижений[2].
- Орден Креста земли Марии 3 класса (Эстония, 7 февраля 2007 года)[3].

## Персональные данные
Женат, имеет троих детей.